# Taxa de erros de bit
Taxa de bits errados, ou do Inglês Bit error ratio, em telecomunicação, é a taxa de número incorreto de bits, elementos, caracteres ou blocos recebidos do número total de bits, elementos, caracteres ou blocos enviados durante um intervalo de tempo especificado.
A taxa mais comumente encontrada é a taxa de bits errados (BER).